# Jarosław Kaczyński
Jarosław Aleksander Kaczyński (pronunciaciónⓘ) (Varsovia, 18 de junio de 1949) es un abogado, político y empresario polaco, que fue primer ministro de Polonia, entre 2006 y 2007. Actualmente es miembro del Sejm desde 1997, cargo que ya había desempeñado entre 1991 y 1993; así como presidente del partido Ley y Justicia desde 2003.

## Biografía
Su vida ha estado conectada siempre con la de su hermano Lech, su gemelo idéntico, así, la primera vez que se hicieron conocer a nivel nacional fue cuando protagonizaron la película de aventuras O dwóch takich, co ukradli księżyc ("Sobre dos que robaron la luna") en 1962; años después formaron parte de la oposición al comunismo desde Solidarność de Lech Wałęsa; Fundaron el partido Ley y Justicia, por el que Jarosław fue elegido parlamentario, y su hermano, presidente (alcalde) de Varsovia. Algunos motivos dados por los críticos (especialmente organizaciones de derechos humanos y por los organismos europeos siendo el antiguo alcalde de Varsovia Kaczyński, prohibió que se celebrase la típica marcha que celebra el día del orgullo en la capital. Su gobierno se caracterizó por un declive democrático, políticos y sociales; un aumento de los poderes del ejecutivo a expensas de los del poder legislativo, el control de los medios de comunicación, la supervisión judicial, el endurecimiento de la ley antiaborto, el rechazo del matrimonio homosexual y la eutanasia, la promesa de un referéndum sobre la pena de muerte, etc."
En 2005, Lech fue elegido Presidente de Polonia, por lo que Jarosław, quien semanas antes había logrado la victoria de su partido en las elecciones parlamentarias, declinó el cargo de primer ministro, que le correspondía. Unos meses después, su hermano lo llamó a ocupar el cargo de primer ministro de Polonia, convirtiendo a su país en el primero de Occidente con dos hermanos ocupando las jefaturas del Estado y el gobierno. En 2007, fue sucedido en el cargo de primer ministro por Donald Tusk. En el mismo año y tras dos años de gobierno en la que fue la legislatura más corta de la historia democrática de Polonia, el gobierno se vio forzado a convocar elecciones anticipadas después de perder el apoyo de Autodefensa cuando el Primer ministro Jarosław Kaczyński destituyó al vice primer ministro y titular de Agricultura Andrzej Lepper por corrupción. Fue un nacionalista crítico de los principios de la UE, el primer ministro se enfrentó con otros países del bloque en temas como el nuevo tratado europeo contrario a la defensa del medio ambiente y a favor de la pena capital.
Tras la trágica muerte de Lech, aún presidente, el 10 de abril de 2010 en un accidente de aviación, Jaroslaw intentó catalizar ello y se presentó como candidato a la presidencia de la República frente a Bronisław Komorowski, que ejercía como presidente en funciones. Aunque consiguió pasar el 20 de junio a la segunda vuelta, perdió en las elecciones del 4 de julio del mismo año. Su consigna de campaña fue "Polonia es lo más importante"; meses después su jefa de campaña Joanna Kluzik-Rostkowska abandonó el partido y adoptó esa consigna como nombre para una nueva agrupación. Desde 2015 cuando su partido ganó las elecciones, es una de las personas más poderosas en Polonia.